# Oratorio di San Rocco (Motta)
L'Oratorio di San Rocco è un edificio religioso di Macugnaga appartenente alla Diocesi di Novara. Si trova nella frazione Motta.

## Storia
Il primo edificio religioso costruito pare fosse una cappella fondata nella seconda metà del Seicento e dedicata alla Beata Vergine Lauretana. La sua descrizione viene fatta dal vescovo monsignore Gian Battista Visconti quando venne ad ispezionarla durante la visita pastorale del 1-2 settembre 1691. La cappella, di piccole dimensioni, era coperta da una volta, imbiancata all'esterno e dotata di una pavimentazione; l'altare era sovrastato da un dipinto raffigurante la Beata Vergine di Loreto in mezzo ai Santi Antonio da Padova e Giovanni Battista. Sullo spigolo della fiancata era presente un piccolo campanile dotato di una campanella la cui corda pendeva all'interno dell'edificio. 
Nel 1759 la popolazione della Motta ottiene il permesso dal vescovo di ristrutturare la cappella esistente e di ampliarla fino ad ottenere un oratorio. I lavori vengono condotti dal capomastro Bartolomeo Mazza di Campertogno e sono effettuati per tutto il 1760.
La nuova costruzione viene benedetta nel 1802 e dedicata nuovamente alla Madonna di Loreto e a San Rocco.
Nel 1942 un incendio provocò gravi danni all'oratorio oltre alla distruzione di case e fienili della frazione. Nello stesso anno l'edificio viene riparato e nel 1979 viene ulteriormente restaurato.

## Descrizione
L'oratorio presenta una struttura a pianta rettangolare con una piccola sporgenza dovuta al presbiterio e una sacrestia sul lato orientale. La facciata presenta delle finestre devozionali ai lati della porta, la quale è sormontata da un affresco rappresentante San Rocco e dipinto dal pittore Bernardino Peretti nel 1883. Sull'angolo orientale è presente un piccolo campanile.
All'interno dell'oratorio sono disposti diversi quadretti votivi, sopra il cornicione è posto un dipinto raffigurante la Madonna Lauretana mentre sopra all'altare c'è un quadro moderno rappresentante la Beata Vergine Maria e San Rocco. 
Le feste patronali della frazione sono il 10 dicembre per la Madonna di Loreto e il 16 agosto per San Rocco. Per la seconda ricorrenza è caratteristica la processione annuale di una statua lignea del santo che viene portata fino alla cappella di San Nicolao nella frazione Quarazza. Tale statua, benedetta a Borca nel 1926, raffigura San rocco accompagnato dal suo cane mentre consola un ammalato ed è opera dello scultore Johann  Baptist Purger di Ortisei.